# 格拉特山
47°15′55″N 9°52′47″E / 47.26528°N 9.87972°E

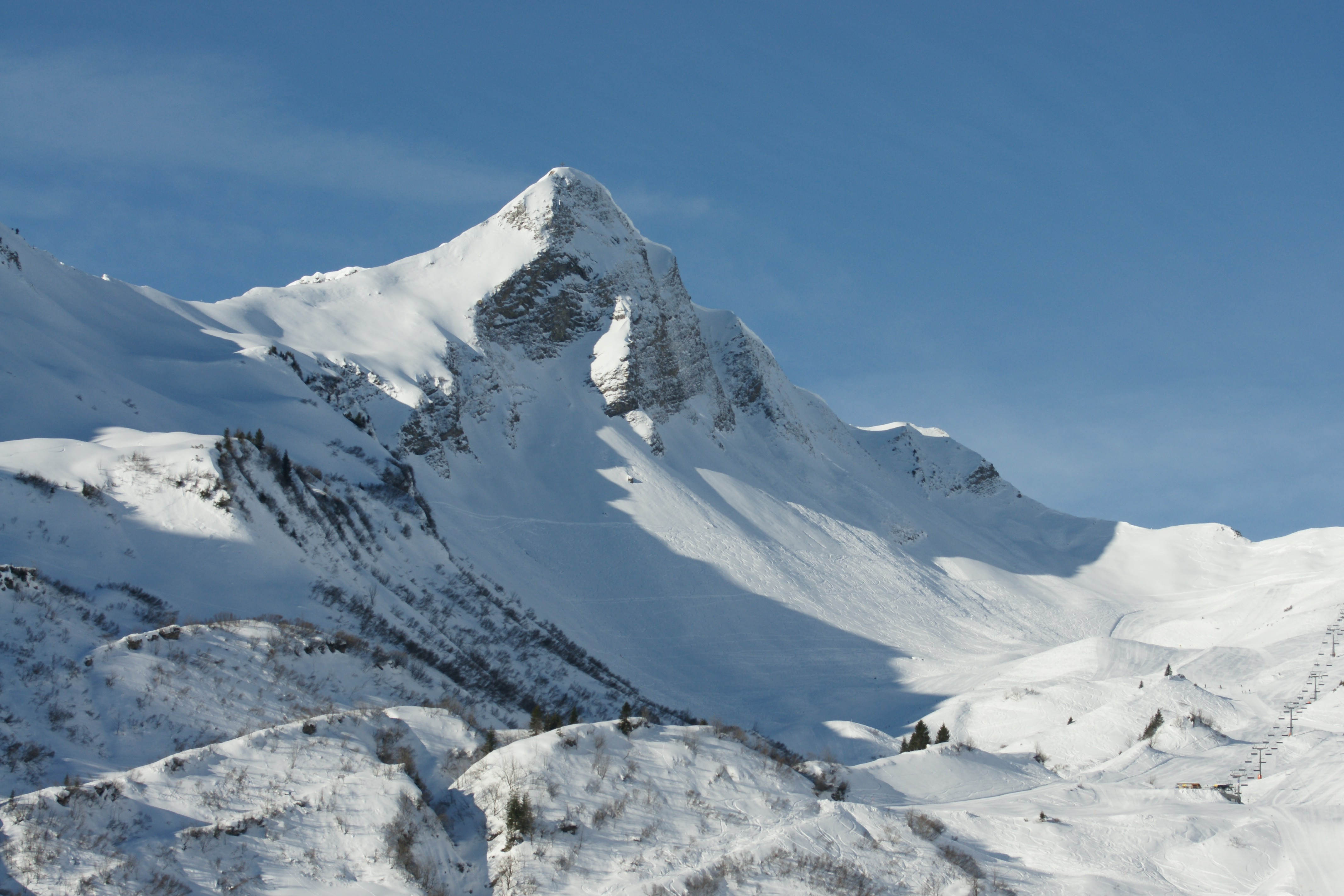

格拉特山（德語：Glatthorn），是奧地利的山峰，位於該國西部，由福拉爾貝格州負責管轄，屬於布雷根茨森林山脈的一部分，海拔高度2,133米，每年平均降雨量1,852毫米。